# A5 (Portugal)
De A5 of Auto-estrada da Costa de Estoril is een autosnelweg in Portugal die van Lissabon naar Cascais loopt. De A5 is 25 kilometer lang. In 1944 werd het eerste stuk van de A5 geopend; het was het eerste stuk snelweg in Portugal. Het laatste deel van de snelweg werd aangelegd in 1991.
A1 · 
A2 · 
A3 · 
A4 · 
A5 · 
A6 · 
A7 · 
A8 · 
A9 · 
A10 · 
A11 · 
A12 · 
A13 ·
A13-1 · 
A14 · 
A15 · 
A16 · 
A17 · 
A18 · 
A19 · 
A20 · 
A21 · 
A22 · 
A23 · 
A24 · 
A25 · 
A26 · 
A27 · 
A28 · 
A29 · 
A30 · 
A31 · 
A32 · 
A33 · 
A34 · 
A35 · 
A36 · 
A37 · 
A38 · 
A39 · 
A40 · 
A41 · 
A42 · 
A43 · 
A44 · 
A47 · 
A48 · 
VRI